# BMW X4
BMW X4 — люксовый компактный кроссовер Баварского автомобильного завода. Был представлен 28 марта 2014 года в Нью-Йоркском автосалоне. В продажу поступил весной 2014 года. Концепт-кар BMW X4 Concept был представлен в Шанхайском автосалоне в 2013 году. BMW X4 основан на BMW X3, но лишь немного его напоминает. От BMW X3 передняя часть X4 отличается фарами и более крупными воздухозаборниками.
В интерьере осталось многое от X3, но есть и отличия, например в водительском и заднем сиденьях. X4 оборудован радио, контроллером iDrive, центральным дисплеем, спортивным рулевым колесом, опционально доступны светодиодные фары, навигационная система, проекционный дисплей.

## Первое поколение
Первое поколение кроссовера BMW X4 выпускалось с 2014 до 2018 года. Автомобили делали на заводе в США, а машины для российского рынка с 2015 года собирали на предприятии «Автотор» в Калининграде. BMW X4 оснащался бензиновыми и дизельными моторами с турбонаддувом объёмом два и три литра в сочетании с шестиступенчатой механической или восьмиступенчатой автоматической коробками передач. У всех версий модели был полный привод.

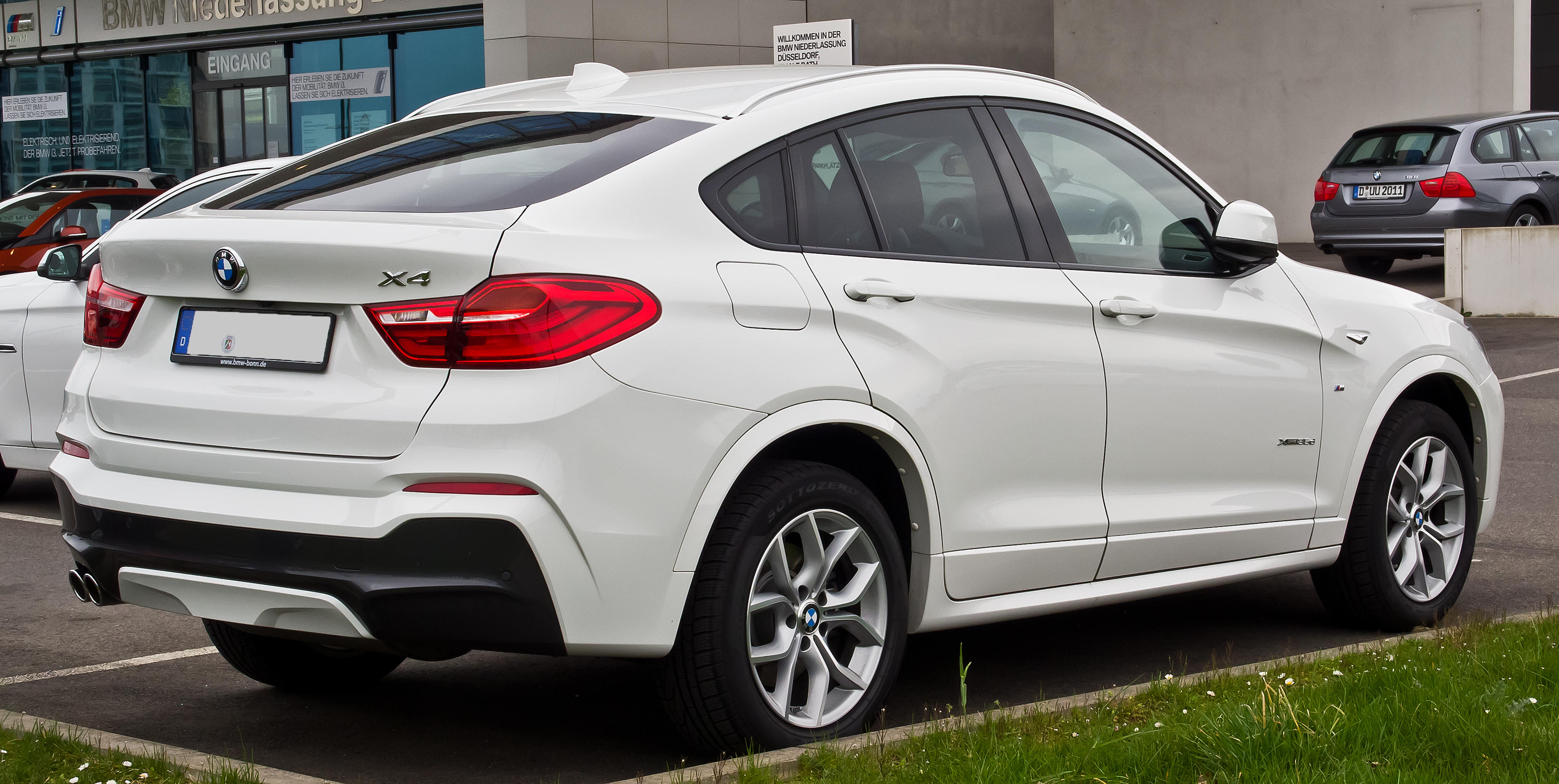
Вид сзади
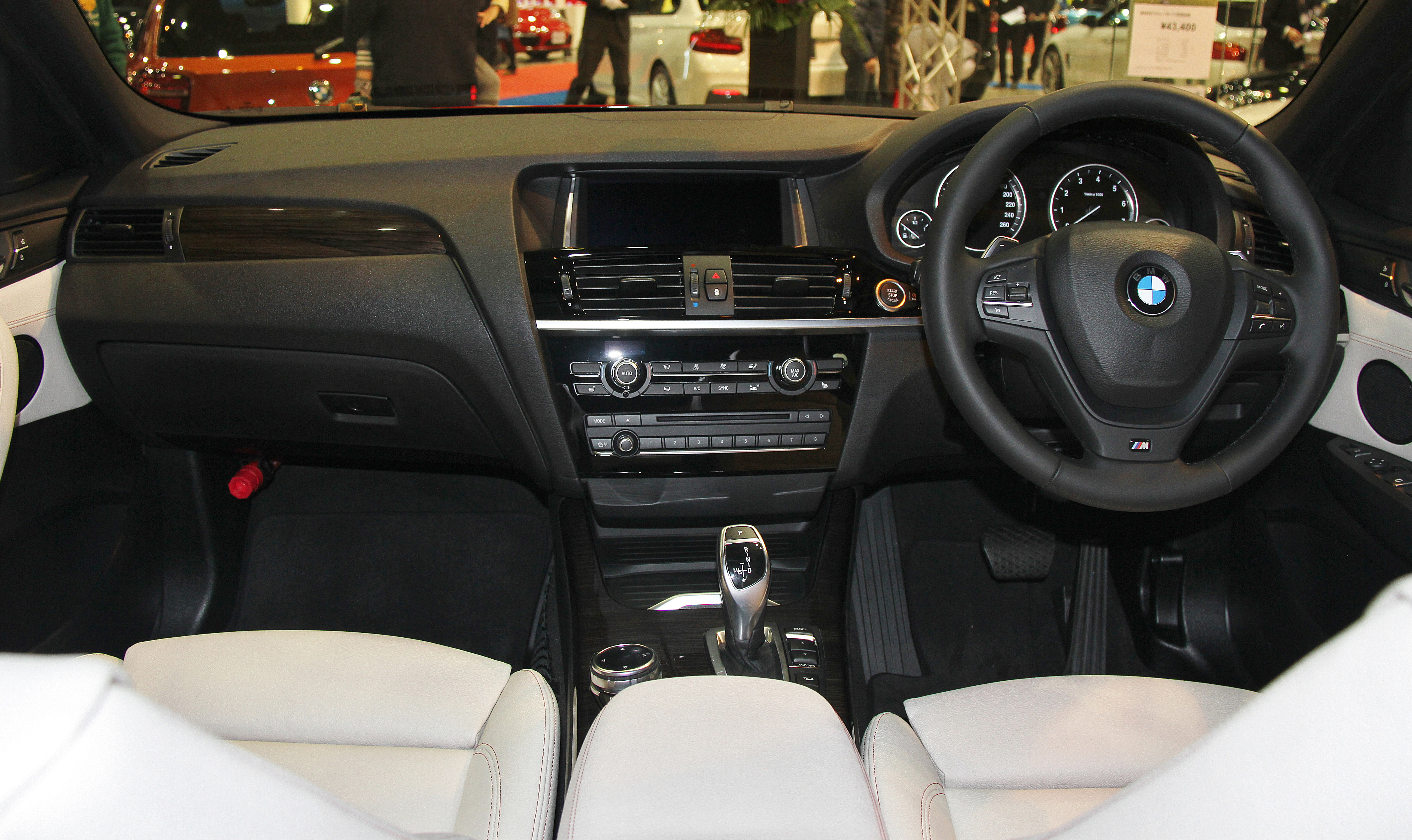
Интерьер
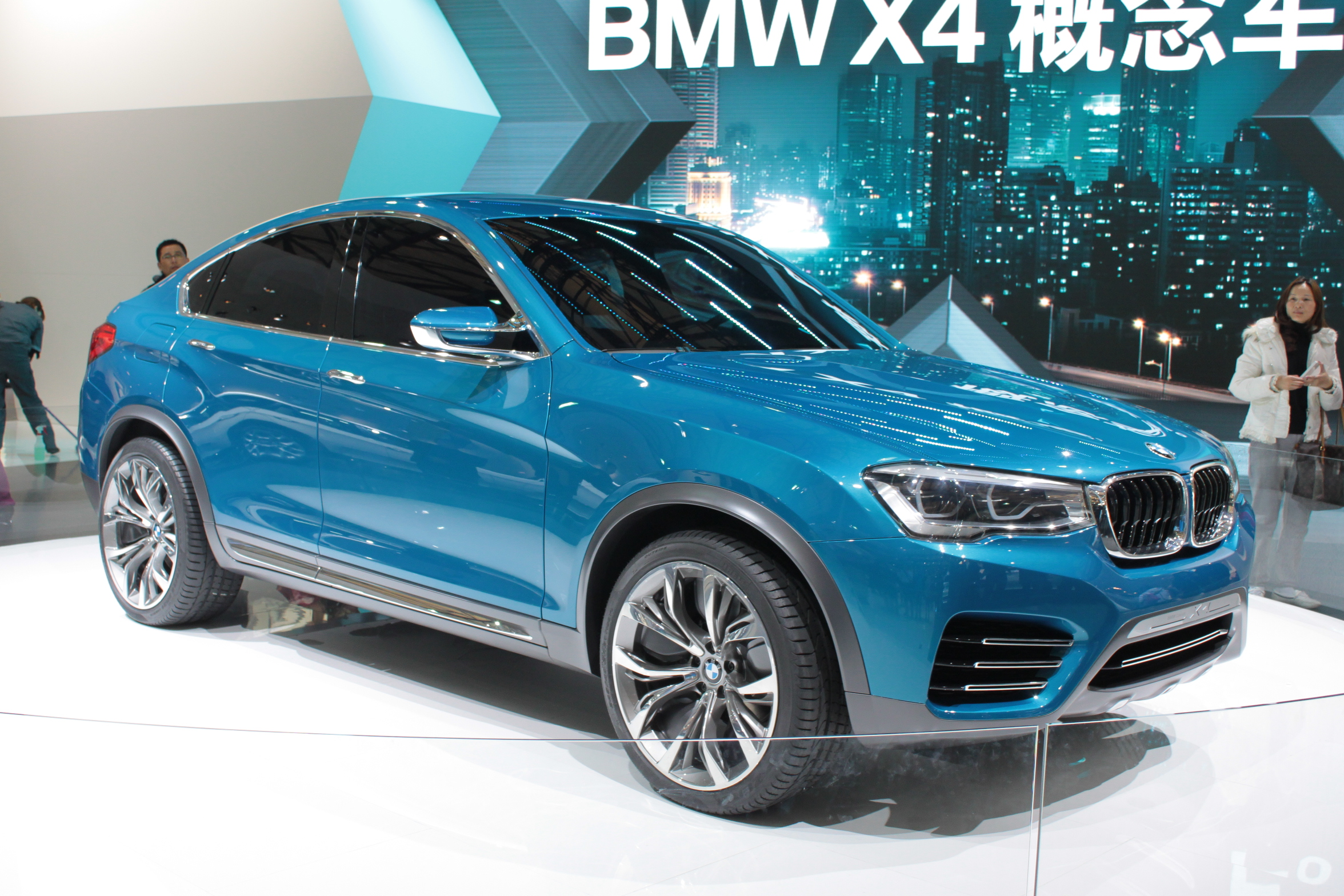
Прототип

## Второе поколение
Второе поколение кроссовера BMW X4 дебютировало в феврале 2018 года. Автомобиль спроектирован на модульной платформе CLAR. От предшественника BMW X4 второго поколения отличается увеличенной длиной кузова, уменьшенным коэффициентом аэродинамического сопротивления и сниженной снаряжённой массой.
Кроссовер оснащается бензиновыми и дизельными моторами с турбонаддувом, восьмиступенчатой автоматической коробкой передач и полноприводной трансмиссией с многодисковой муфтой подключения передней оси.

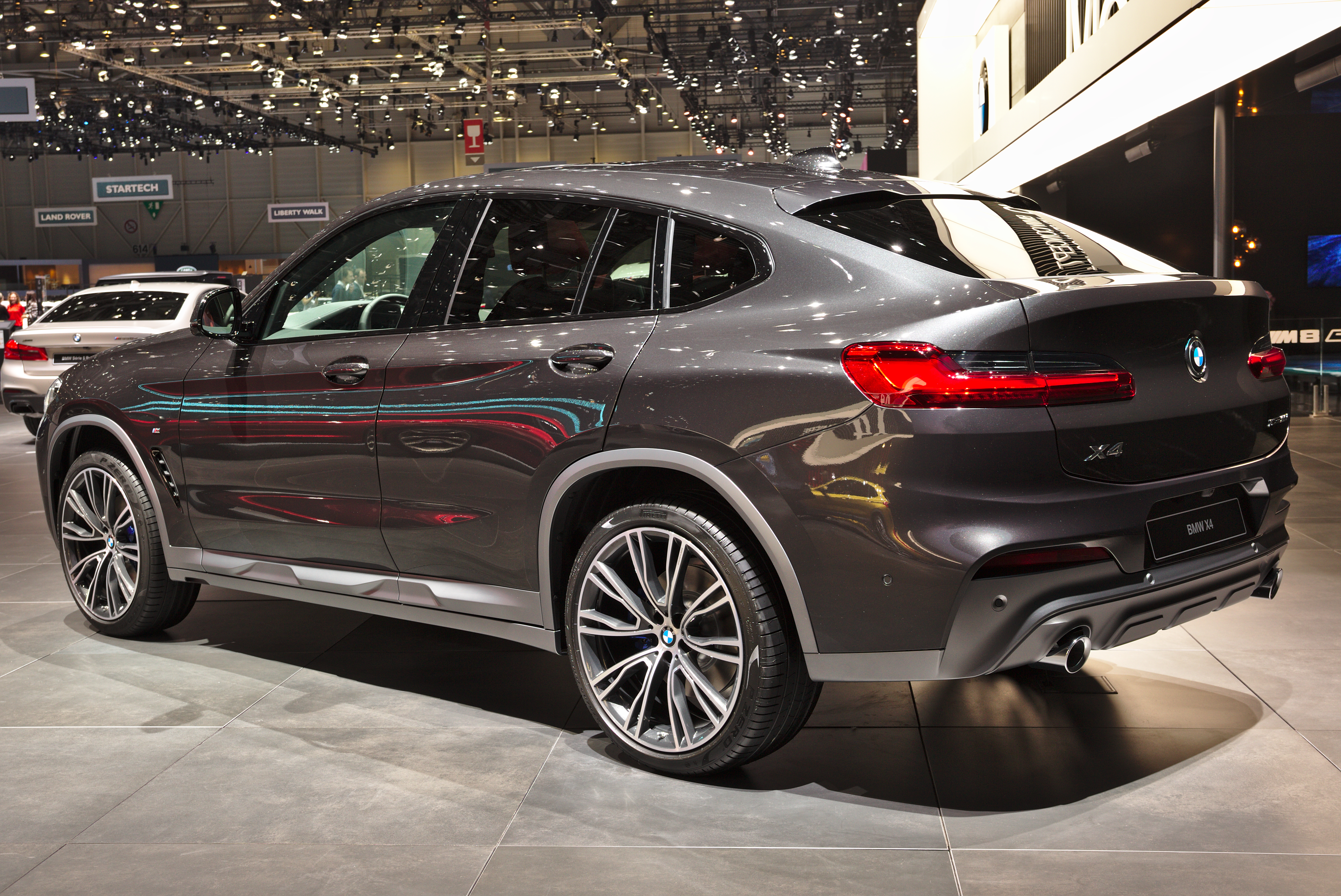
BMW G02 Вид сзади

## Продажи
| Год  | Продано BMW X4, шт. |
| ---- | ------------------- |
| 2015 | 1150                |
| 2016 | 2753                |
| 2017 | 1807                |
| 2018 | 3098                |
| 2019 | 3501                |
| 2020 | 3162                |